# Typhonia astracitis
Typhonia astracitis is een vlinder uit de familie van de zakjesdragers (Psychidae). De wetenschappelijke naam van de soort is voor het eerst geldig gepubliceerd in 1918 door Edward Meyrick.